# Los Pitufos (videojuego)
Los pitufos es un juego de plataformas basado en la popular serie de tebeos del mismo nombre. Fue publicado por Infogrames en 1994 para consolas domésticas y en 1997 para Windows. Fue uno de los primeros juegos disponibles en más de un idioma, seleccionable por el jugador, incluyendo textos en inglés, francés, castellano, alemán e italiano. Las versiones para Game Boy y Master System fueron las únicas publicadas también fuera de Europa (la de Game Boy en Norteamérica en 1994, y la de Master System en Brasil en 1996). Una versión para Game Boy Advance fue publicada en 2002, bajo el título de La venganza de los pitufos.
Las versiones para Game Boy, NES, Game Gear, Master System y Game Boy Advance fueron desarrolladas por Bit Managers.

## Juegos relacionados
- (1982) Smurf: Rescue in Gargamel's Castle
- (1983) Smurf Play & Learn
- (1983) The Smurfs Save the Day
- (1984) Smurf Paint 'n' Play Workshop
- (1994) Los Pitufos (videojuego)
- (1995) Los Pitufos 2 (Alrededor del Mundo)
- (1996) Learn With The Smurfs
- (1999) The Smurfs (PlayStation)
- (1999) La Pesadilla de los Pitufos
- (2000) La Gran Aventura de los Pitufos
- (2001) Smurf Racer!
- (2010) Smurfs' Village
- (2011) The Smurfs (videojuego de 2011)
- (2011) Los Pitufos: Dance Party
- (2015) The Smurfs Epic Run
- (2021) Los Pitufos: Operación Vilhoja

- Datos: Q12005929